# Laxsjö
Laxsjö is een plaats in de gemeente Krokom in het landschap Jämtland en de provincie Jämtlands län in Zweden. De plaats heeft 97 inwoners (2005) en een oppervlakte van 37 hectare. De plaats ligt aan het meer Laxsjön.